# Abednico Powell
Abednico Powell (né le 28 janvier 1983 à Gaborone au Botswana) est un joueur de football international botswanais, qui évolue au poste de milieu de terrain.

## Biographie

### Carrière en sélection
Abednico Powell reçoit six sélections en équipe du Botswana, sans inscrire de but, entre 2007 et 2013.
Il joue son premier match en équipe nationale le 7 février 2007, contre la Namibie (victoire 1-0).
Il dispute un match contre Madagascar rentrant dans le cadre des éliminatoires du mondial 2010, et un match contre l'Éthiopie rentrant dans le cadre des éliminatoires du mondial 2014.
Il participe avec l'équipe du Botswana à la Coupe d'Afrique des nations 2012 organisée au Gabon et en Guinée équatoriale.

## Palmarès
| ECCO City Green - Championnat du Botswana (1) - Champion : 2006-07. - Coupe du Botswana (1) : - Vainqueur : 2007. |  | Township Rollers - Championnat du Botswana (4) - Champion : 2010-11. - Coupe du Botswana (1) : - Vainqueur : 2010. |